# Jacquot de Nantes
Pour les articles homonymes, voir Jacquot.
Pour plus de détails, voir Fiche technique et Distribution.
Jacquot de Nantes est un film français réalisé par Agnès Varda, sorti en 1991.

## Synopsis
Le film retrace l'enfance nantaise, puis l'adolescence du réalisateur Jacques Demy. Le petit Jacques, dit Jacquot, vit au-dessus du garage familial. Très vite, il rêve de cinéma et de mise en scène. Il achète une minuscule caméra pour films 9,5 mm  afin de tourner ses premières œuvres. Il finit par partir pour Paris suivre les cours d'une école de cinéma.

## Fiche technique
- Titre : Jacquot de Nantes
- Réalisation : Agnès Varda
- Scénario : Agnès Varda, d'après les souvenirs de Jacques Demy
- Production : Ciné-Tamaris
- Musique : Joanna Bruzdowicz
- Photographie : Patrick Blossier, Agnès Godard, Georges Strouvé
- Montage : Marie-Jo Audiard
- Pays d'origine : France
- Format : couleur et Noir et blanc
- Genre : comédie dramatique et biopic
- Durée : 1 heure 58 minutes
- Date de sortie : 15 mai 1991

## Distribution
- Philippe Maron : Jacquot 1re période
- Édouard Joubeaud : Jacquot 2e période
- Laurent Monnier : Jacquot 3e période
- Brigitte De Villepoix : Marie-Louise, dite Milou, la mère de Jacques
- Daniel Dublet : Raymond, le père.
- Clément Delaroche : Yvon, le frère de Jacques 1re période
- Rody Averty : Yvon, le frère de Jacques 2e période
- Hélène Pors : Reine, la voisine 1re période
- Marie-Sidonie Benoist : Reine, la voisine 2e période
- Julien Mitard : René, l'ami et assistant de Jacques 1re période
- Jérémie Bader : René, l'ami et assistant de Jacques 2e période
- Jean-Charles Hernot : Guy, l'ouvrier

## Production

### Lieux de tournage

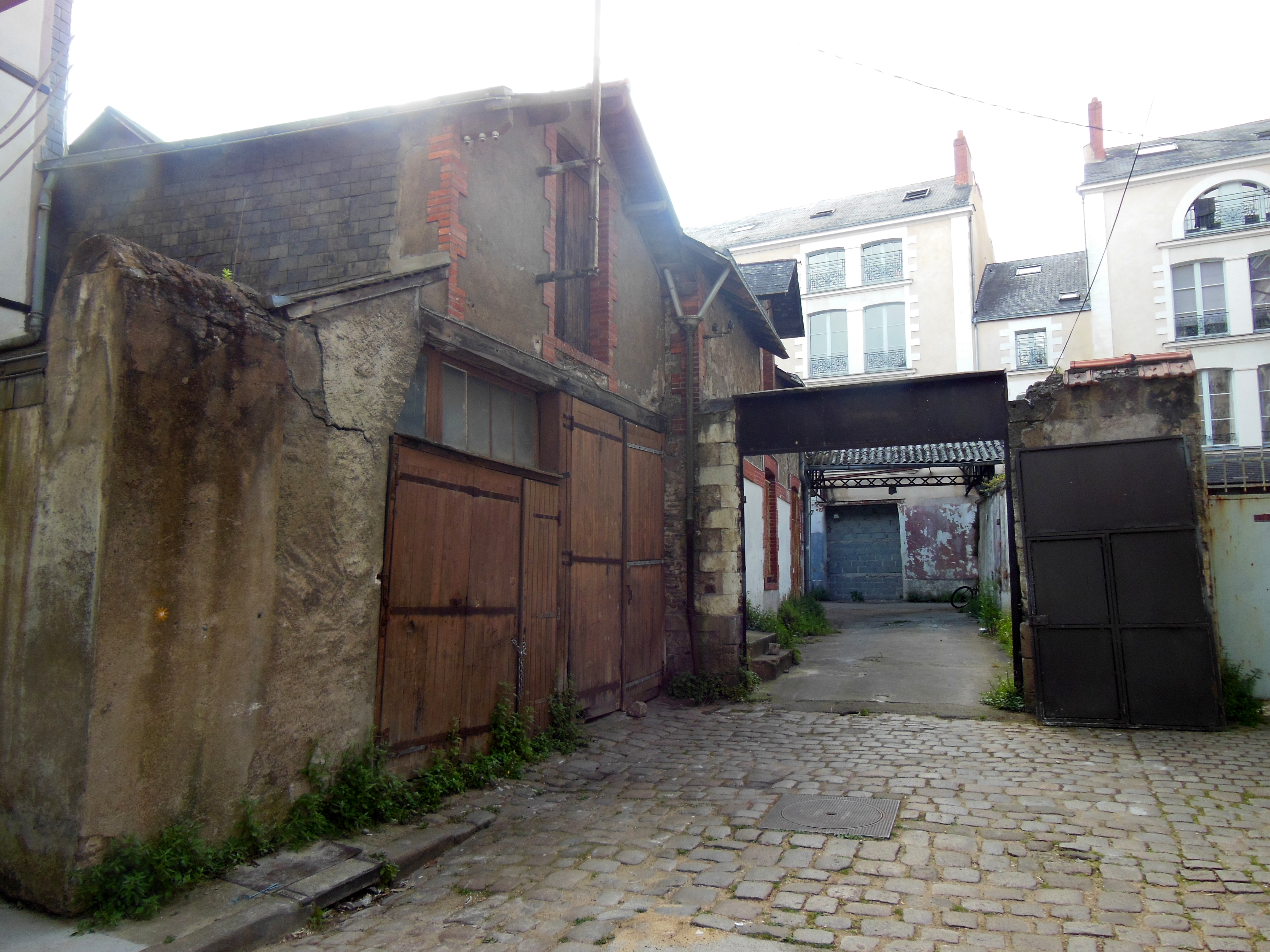
9 allée des Tanneurs à Nantes, cour de l'ancien garage Demy

Loire-Atlantique :
La Chapelle-Basse-Mer
Couëron
Mauves-sur-Loire
Nantes (Allée des Tanneurs sur le Cours des 50-Otages)
Pontchâteau
Chantenay-sur-Loire
Maine-et-Loire :
Champtoceaux

### Autour du film
- La narration est entrecoupée d'extraits de films réalisés dans le passé par Jacques Demy, comme Lola ou Peau d'Âne.
- Le film évoque principalement les jeunes années de Jacques Demy, mais évoque aussi ses derniers mois, par des  plans prolongés (parfois très rapprochés) de son visage et de son corps ; Jacques Demy est en effet mort peu de temps après la fin du tournage. Le film est empreint de l'affection qu'Agnès Varda porte à son mari, et de l'admiration qu'elle voue au réalisateur.
- Jacquot de Nantes a été présenté hors-compétition au Festival de Cannes en 1991.
- Une des scènes du film a été filmée avec une grue et des machinistes empruntés au film La Reine blanche, dont le tournage avait lieu simultanément à Nantes (en raison d'une insuffisance du budget).
- Agnès Varda tenait à ce que Jacques Demy soit présent lors du tournage du film. Ainsi, lorsque la maladie de ce dernier s'aggrava, le garage Demy fut reconstruit en studio pour lui permettre de suivre le tournage tout en ayant des soins médicaux.